# 箕面滝
箕面滝（みのおたき、みのおのたき、みのおだき）は、大阪府箕面市の明治の森箕面国定公園内にある滝である。箕面大滝ともいう。日本の滝百選の一つに選定されている。

## 概要
古くは修験道の道場であった。「箕面」の名は、木々の間から流れ落ちる姿が蓑に似ていることから付けられた、もしくは周辺に「尾」のつく地名が多いことから水尾から転じたとも言われている。
年間200万人以上の観光客が訪れる箕面公園は紅葉の名所であり、秋には特に多くの人で賑わう。
阪急箕面駅から2.8kmの比較的緩やかな道のりであり、滝の間近には大日駐車場（2013年〈平成25年〉4月より一部期間有料化）が存在するためにアクセスは非常に良いが、季節によっては週末を中心に大変混雑する。周辺にはニホンザルが頻繁に出現し（詳細は箕面市の記事を参照）、サルに襲われ骨折した観光客が市に賠償を求める訴訟を起こしたこともある。
その後猿を自然にかえす試みにより現在は滝道で猿に遭遇する事は滅多になくなった。
箕面滝道には、1951年（昭和26年）7月11日に発生した集中豪雨による濁流で流された人の救出活動を部下3名と共に続けて殉職した、箕面警察署長の合田百一の記念碑が1987年（昭和62年）9月に建立されている。

## 摂津名所図会 巻六 箕面瀧

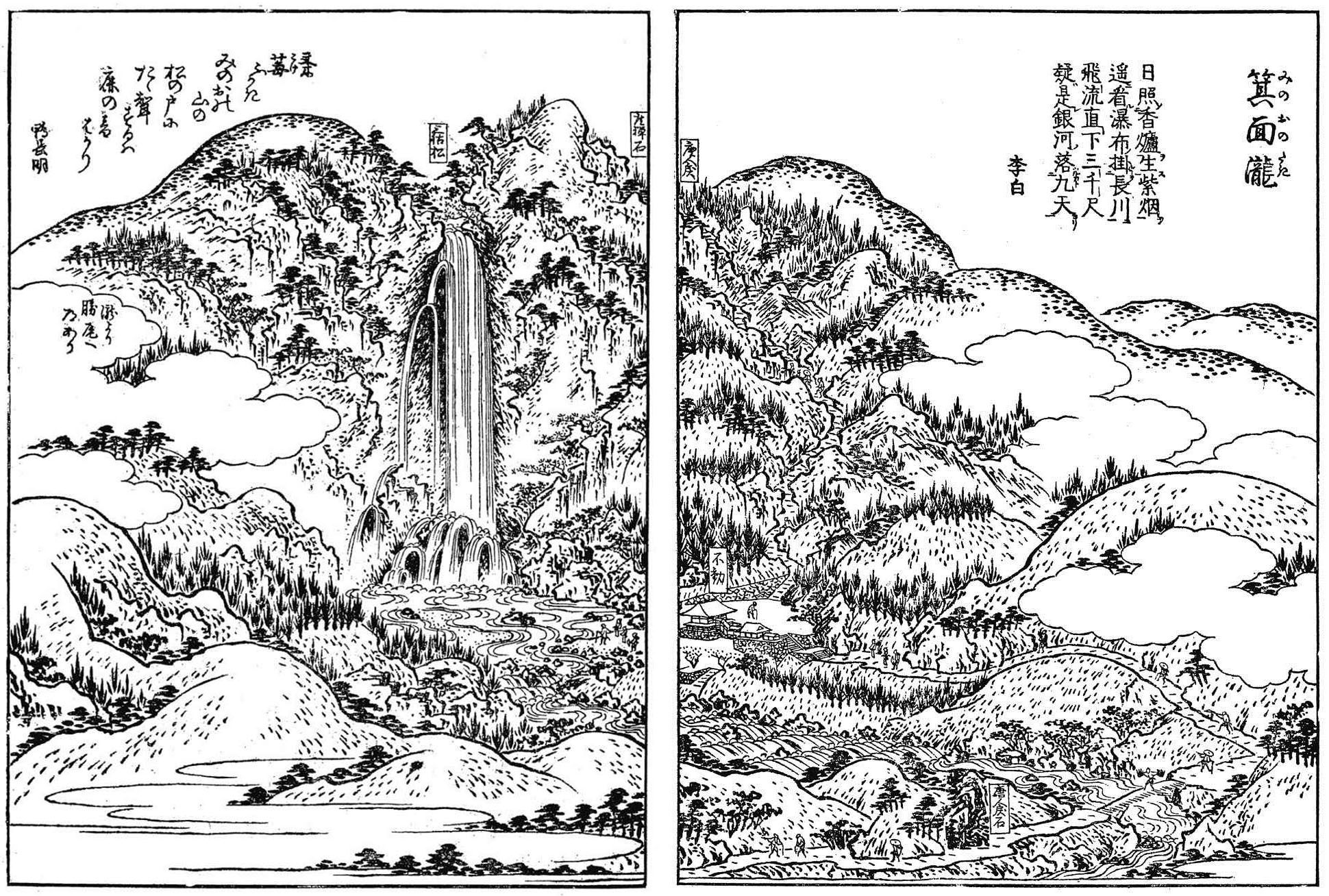
秋里籬島・著　丹羽桃渓・画　摂津名所図会　箕面の滝

本社より十八町奥にあり。巌頭（がんとう）より飛潟（ひしゃ）して。石面を走り落つる事凡（すべ）て十六丈。
瀧壷（たきつぼ）より泡を飛す事珠（たま）をちらすがごとく、霧を噴（は）く事雲の如し。日光これを燭（しょく）してさいさん目を奪ふ。
天下賞して瀧の第二とす。瀧の上に碧潭（へきたん）あり。これを龍穴（りゅうけつ）といふ。
村民旱天（かんてん）に遇う時。ここに祷（いの）れば忽（たちまち）膏雨（ごうう）降るなりとぞ。
三鈷松（さんこのまつ）瀧の上にあり。三葉にして、而（しか）も其色（そのいろ）四時（しいじ）蒼々（そうそう）として艶（うるは）しく、瀧水日影に映ずる時は光あり。
わすれては雨かとぞ思う瀧の音にみのおの山の名をやからまし、津守國助。
ながれてと思ふこころの深きにぞなにかみのおの瀧となるべき、後九條。

## 人工滝騒動
2006年（平成18年）12月14日、毎日放送のニュース番組『VOICE』が、「景勝地に衝撃の事実…箕面の滝は人工滝?」と題して「トンネル工事で大量の水が湧き出し、周辺の川が枯れた」「滝壺に流れ落ちる大量の水は、なんとポンプで吸い上げたもの」「箕面の滝は自然の滝ではなく、人工の滝」と報じた。その後、複数のマスコミが取り上げ、箕面グリーンロードのトンネル工事の影響で箕面滝が人工の滝になったとの風評が広がった。
箕面グリーンロードは、湧水をポンプにより送水して箕面川に放水しているが、放水ポイントは箕面滝から3.4キロメートル離れており、箕面川に複数ある支流の1つに過ぎず、その間には治水ダムである箕面川ダムがある。箕面川ダムは、毎秒0.08立方メートルから0.14立方メートルの水量を一定に放流する流量調整を行っており、箕面グリーンロードの放水ポイントにおける放流量は毎秒0.0182立方メートル（毎分1.09立方メートル）であることから、箕面川ダムの流量調整が大幅に上回っており（流量調整の最低値にも達しない）、箕面グリーンロードの湧水放水と箕面川ダム下流にある箕面滝の水量の関係は完全に否定されている。
先述のテレビ番組に有識者として出演した議員はいずれも日本共産党の議員（堀田文一大阪府会議員・神田隆生箕面市会議員）であり、箕面グリーンロードの建設に反対していた。
先述のテレビ番組では、トンネル本坑貫通後の箕面滝の水量データを示して「水量減少の原因はトンネル工事」としていたが、使用されていたデータは2003年（平成15年）から2005年（平成17年）にかけて降水量が大幅に減少していた期間のものであった。箕面大滝の総水量は年間降水量と連動する傾向にあり、番組で使用されたデータの期間後においては、年間降水量の増加とともに箕面滝の水量も増加している。
箕面市は、正しいデータに裏付けされた放送を行うよう毎日放送に抗議している。
上島一彦大阪府議会議員は、箕面の滝を人工滝と決め付けたマスコミ報道は極めて不適当であり、地元の観光事業者が「大切な観光資源である滝のイメージを破壊された」と憤っているとしている。
箕面市長の倉田哲郎は、2014年（平成26年）8月の集中豪雨による箕面滝の増水に際して「滝はポンプを止めれば大丈夫ではないのか」との問い合わせがあったことを明かし、報道から8年経っても箕面滝が風評被害を受けていることや、風評の発生経過及び風評に根拠がないことを自身のブログで解説し、改めて報道の訂正を求めている。
2020年（令和2年）1月23日には、同月21日にテレビ朝日系の情報番組『羽鳥慎一モーニングショー』にてコメンテーターの玉川徹が「取材しましたよ箕面。トンネル掘ったら水が涸れちゃって、少なくなって、滝の水が少なくなったと確か取材した。回復したのかな？」と発言したとして、抗議と訂正を求める報道資料を、倉田哲郎市長の署名入りで公表した。この申入れを受け、テレビ朝日は、同月24日の同番組内において、事実誤認を認め謝罪のコメントを表明した。

## 関連する作品
- 滝の名句として知られる後藤夜半の「瀧の上に水現れて落ちにけり」（1929年作）は、箕面滝を詠んだもの。大阪府営箕面公園の滝前には、句碑が建っている。
- 池大雅による『箕山瀑布図』は、箕面滝を描いたもの[11]。

## ギャラリー

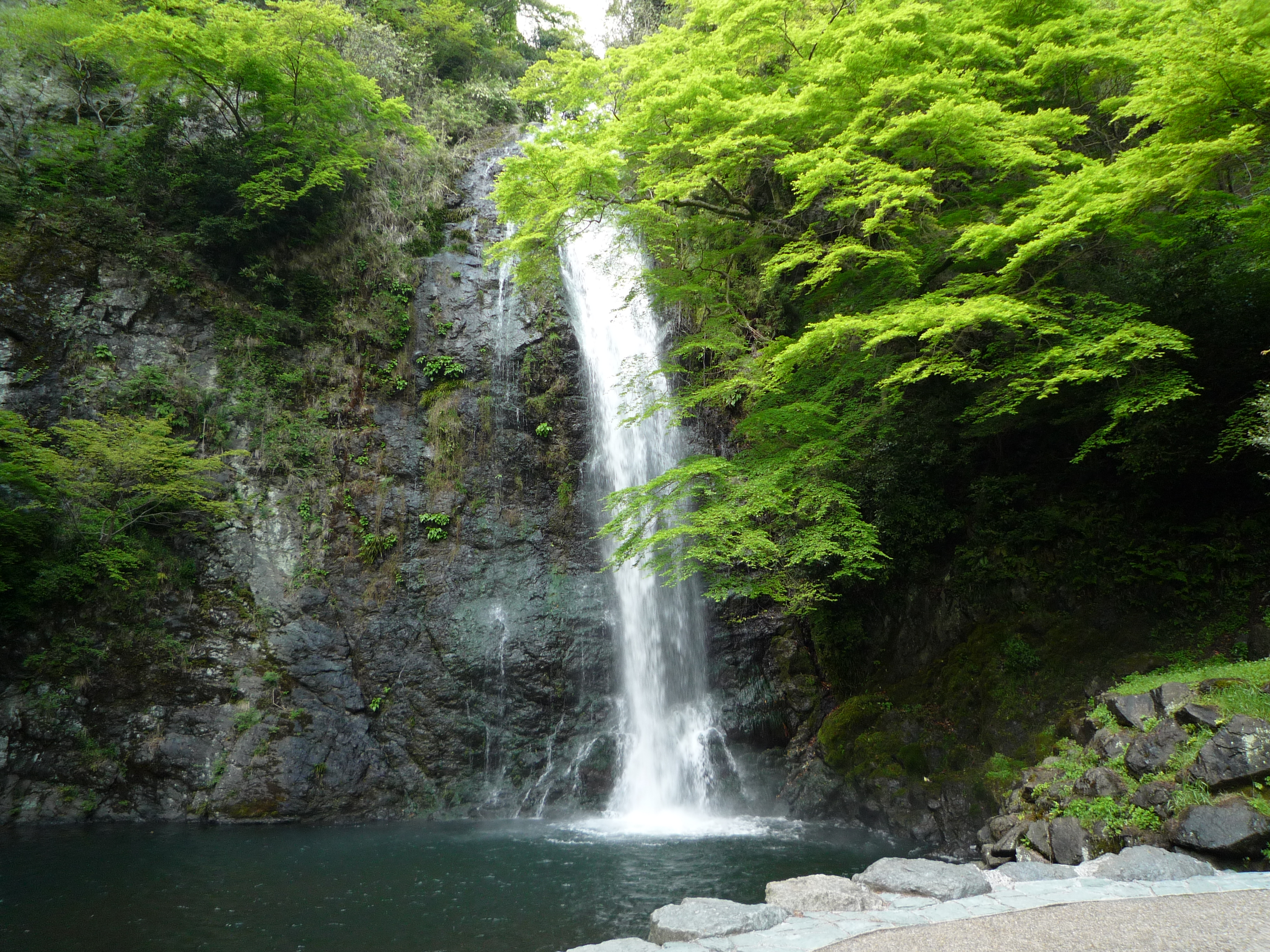
4月、新緑
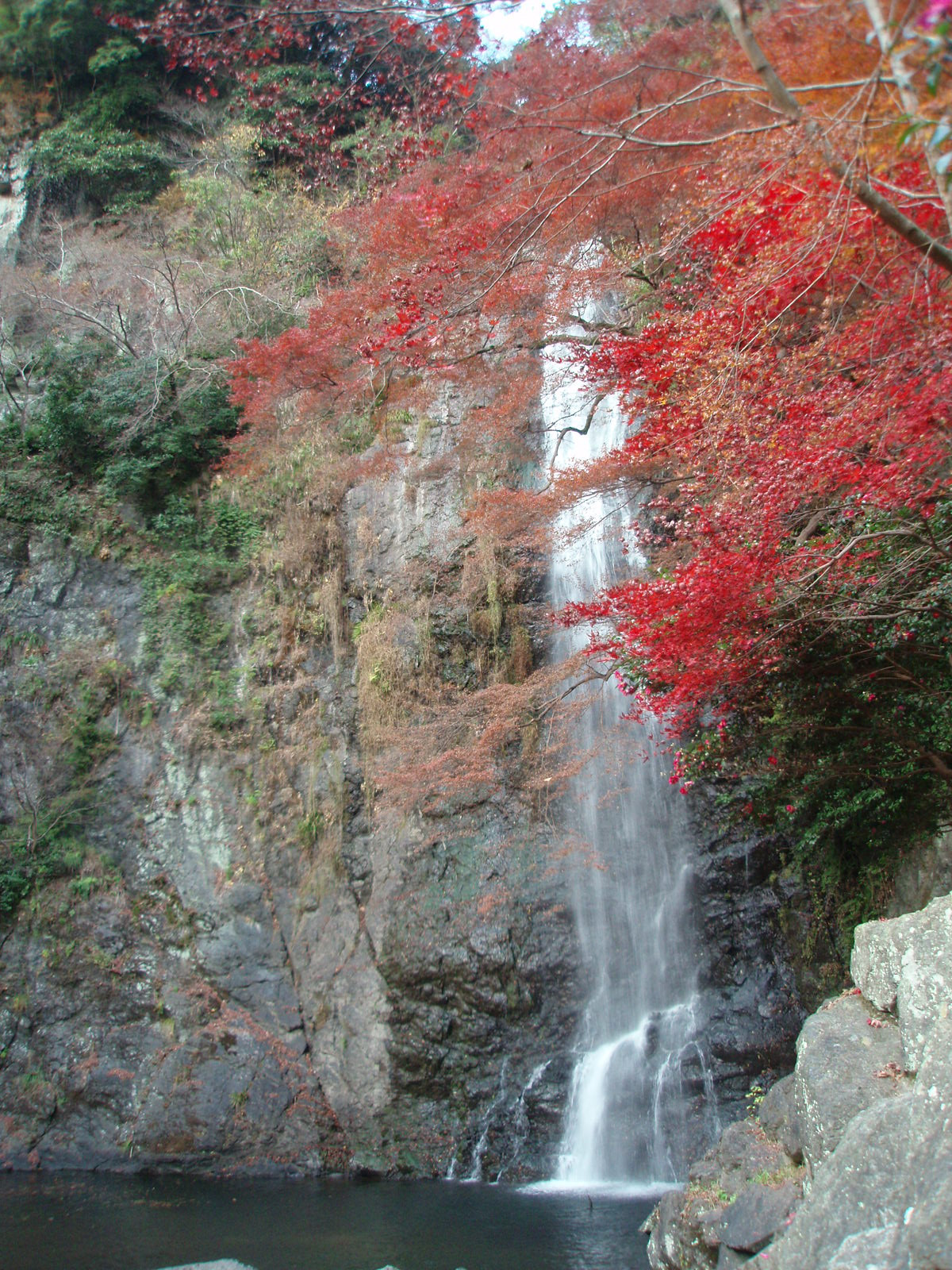
12月、紅葉
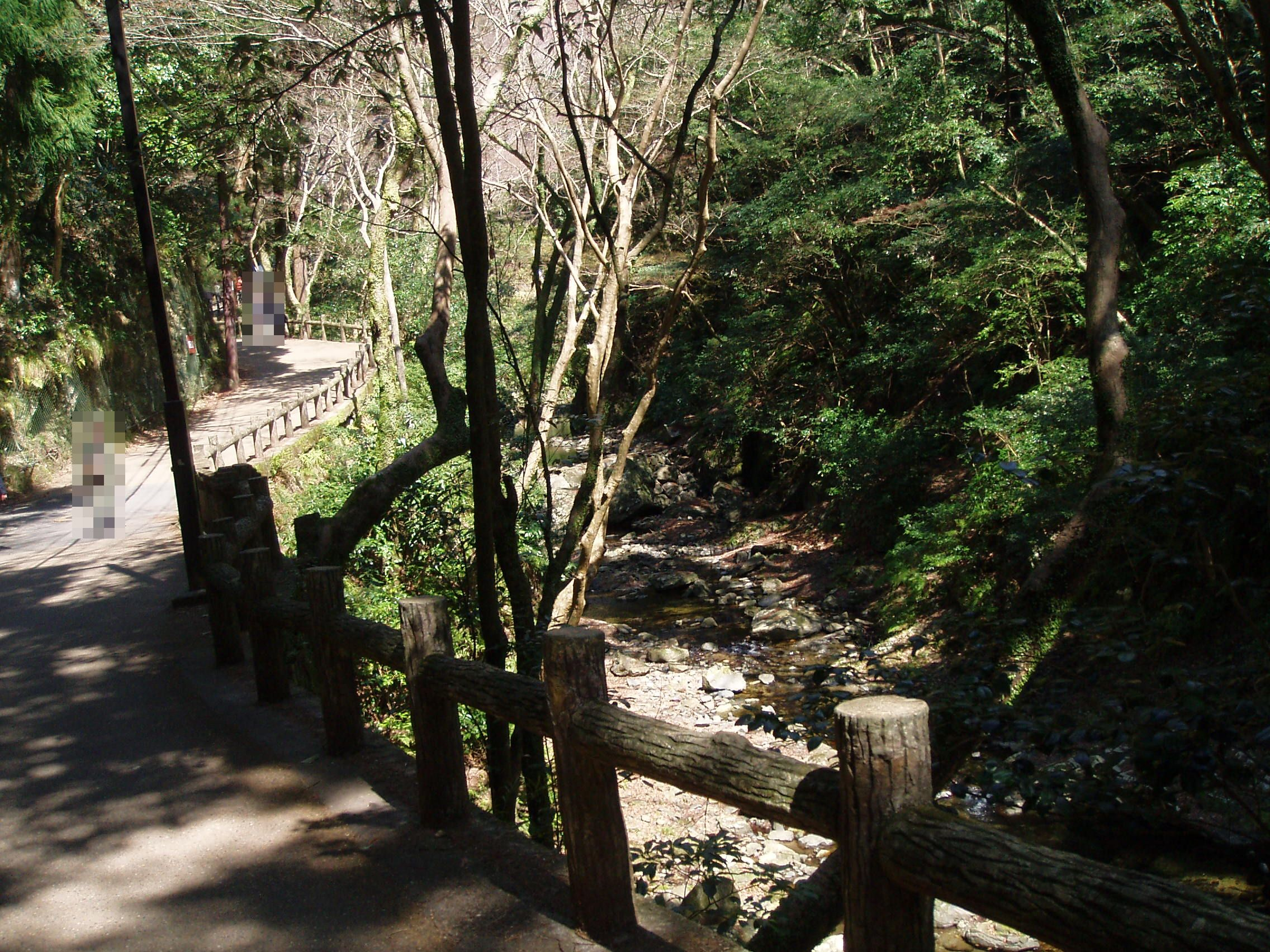
箕面滝道
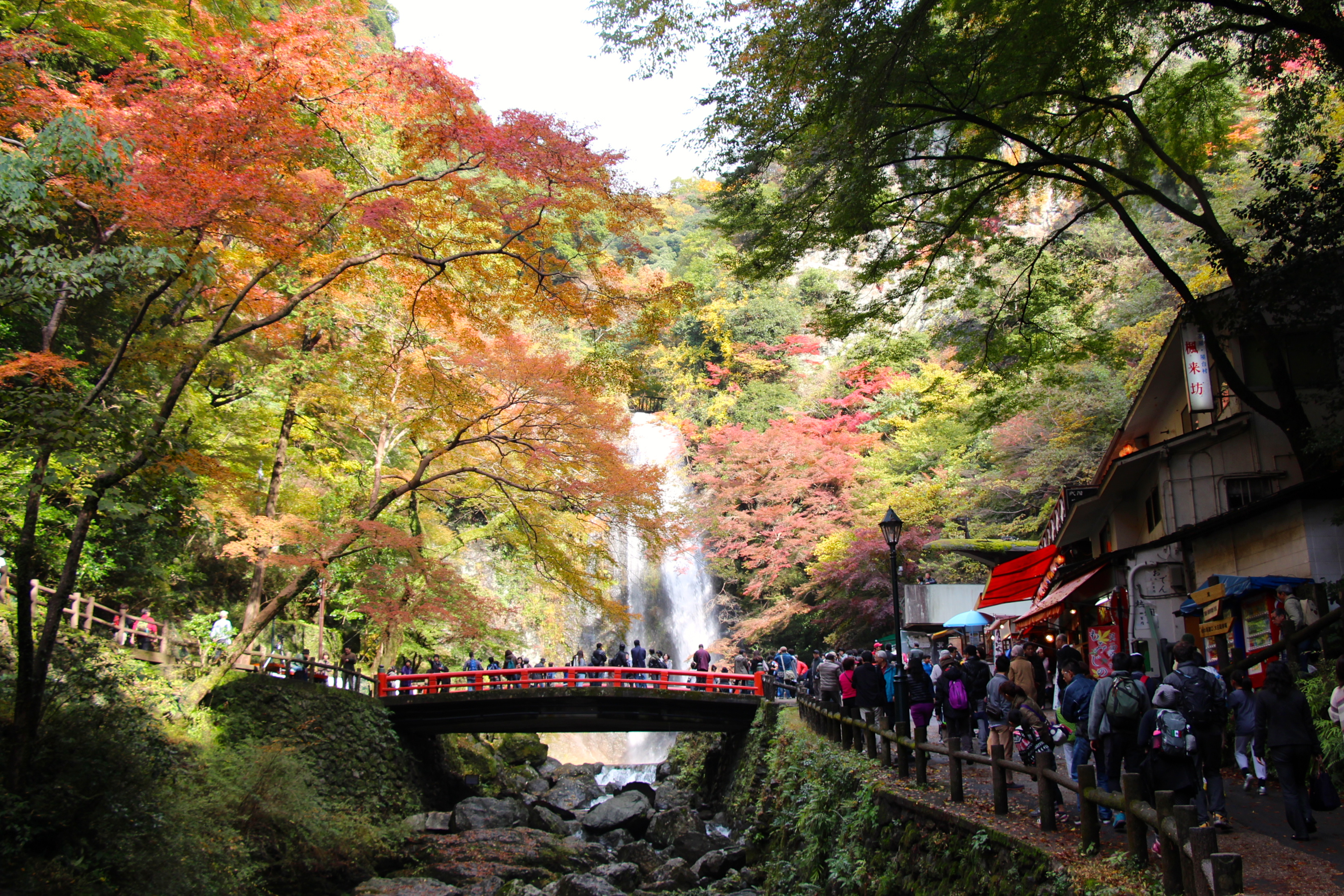
11月、紅葉

## 周辺
- 勝尾寺
- 瀧安寺
- 箕面駅
- 野口英世像
- 箕面川ダム
- 明治の森箕面国定公園
- 箕面温泉

## 交通アクセス
- 阪急箕面線箕面駅から徒歩約35分。